# Rauvolfia linearifolia
Rauvolfia linearifolia är en oleanderväxtart som beskrevs av Nathaniel Lord Britton och P. Wils.. Rauvolfia linearifolia ingår i släktet Rauvolfia och familjen oleanderväxter. Inga underarter finns listade i Catalogue of Life.